# Mathurin Gasnier
Pour les articles homonymes, voir Gasnier.
Mathurin Gasnier, né le 17 avril 1749 à Angers (Maine-et-Loire), mort le 15 octobre 1819, est un général de brigade de la Révolution française.

## États de service
Il entre en service le 2 octobre 1770, comme soldat au Régiment des Gardes françaises. Il est nommé lieutenant de gendarmerie le 20 novembre 1791, et il est fait chevalier de Saint-Louis le 10 juillet 1792.
Le 21 août 1792, il est nommé lieutenant-colonel de la 30e division de gendarmes à pied, il est promu général de brigade le 5 octobre 1793, à l’armée de la Moselle. Le 20 août 1794, il rejoint l’armée du Nord, et le 22 septembre, il prend le commandement de Dunkerque.
En mars 1795, il commande l’île de Walcheren, puis le 19 mai, il est affecté à la 5e division. Le 13 juin 1795, il n’est pas compris dans la réorganisation des états-majors. Le 15 mai 1796, il est arrêté en tant que collaborateur de Babeuf, et il est mis à la retraite le 11 août 1796.
Il meurt le 15 octobre 1819.

## Sources
- (en) « Generals Who Served in the French Army during the Period 1789 - 1814: Eberle to Exelmans »
- (pl) « Napoléon.org.pl »
- Docteur Robinet, Jean-François Eugène et J. Le Chapelain, Dictionnaire historique et biographique de la révolution et de l'empire, 1789-1815, Librairie Historique de la révolution et de l’empire, 886 p. (lire en ligne), p. 19.